# Бурдонская, Галина Александровна
Галина Александровна Бурдонская (19 июля 1921 — 24 июля 1990) — первая жена Василия Иосифовича Сталина.

## Биография
Родилась 19 июля 1921 года. Дочь инженера кремлёвского гаража (по другим данным — чекиста), праправнучка пленного наполеоновского офицера.
Окончила Московский полиграфический институт (редакционно-издательский факультет).
В 1940 году на катке «Динамо» Галина знакомится с Василием Сталиным — младшим сыном И. В. Сталина. Василий красиво ухаживал — пролетал над станцией метро «Кировская», рядом с которой жила девушка, на небольшом самолете, заваливал квартиру Галины цветами. 30 декабря 1940 года пара расписалась. Сталин на свадьбу не пришёл. Он написал письмо сыну: «Ты не спрашивал у меня разрешения, женился — черт с тобой. Жалею ее, что она вышла за такого дурака». После свадьбы Сталины уехали в Липецк, где служил Василий.
У них родились дети:
- Сын — Александр Бурдонский (1941—2017), театральный режиссёр, Заслуженный деятель искусств РСФСР, Народный артист России.
- Дочь — Надежда Сталина (1943—1999), училась в школе-студии МХАТ у Олега Ефремова, была отчислена. Жила в Грузии (Гори), затем в Москве. Была замужем (с 1966 года) за Александром Александровичем Фадеевым (1936—1993), актёром МХАТа, приёмным сыном известного советского писателя, секретаря СП СССР Александра Фадеева.

Галина ушла от мужа, не выдержав его пьянок, измен и скандалов. После разрыва их отношений Василий лишил Галину возможности общаться с детьми. В 1945 году Анна Сергеевна Аллилуева отправила Галину в Ялту к знакомым, там она жила до смерти Василия Сталина, после чего снова могла общаться с детьми.
В последние годы жизни Галина Бурдонская жила в Москве, болела и не могла выходить из дома — у неё была ампутирована нога.
Умерла 24 июля 1990 года. Похоронена на 26-м участке Ваганьковского кладбища.
В фильме Сын отца народов (2013) роль Галины Бурдонской исполнила актриса Марина Ворожищева.